# District de Paucartambo
Au Pérou, le district de Paucartambo est l’un des six districts de la province de Paucartambo située dans le département de Cusco.